# 公民統一黨
公民統一黨（亞塞拜然語：Vətəndaş Birliyi Partiyası）是亞塞拜然的一個政黨，於1999年由亞塞拜然前總統阿亞茲·穆塔利博夫成立於俄羅斯首都莫斯科。2000年亞塞拜然國民議會選舉後，公民統一黨一分為二：一個由阿亞茲·穆塔利博夫領導，另一個則由伊格巴爾·阿加扎德領導。後者另外成立了亞塞拜然希望黨（亞塞拜然語：Ümid Partiyası）。
2003年，阿亞茲·穆塔利博夫脫離公民統一黨，加入亞塞拜然社會民主黨並成為該黨黨主席。之後，以薩比爾·哈吉耶夫為黨魁的公民統一黨參加了2005年亞塞拜然國民議會議會選舉，在亞塞拜然國民議會的125個席位中獲得1席。儘管名義上是反對黨，公民統一黨仍然支持現任亞塞拜然總統伊利哈姆·阿利耶夫。